# Mallota rubripes
Mallota rubripes är en tvåvingeart som beskrevs av Matsumura 1916. Mallota rubripes ingår i släktet hålblomflugor, och familjen blomflugor. Inga underarter finns listade i Catalogue of Life.